# قیفک اکسل‌راد
قیفک اکسل‌راد (نام علمی: Conus axelrodi) نام یک گونه از سرده قیفک‌ها است.